# Shariff Aguak
Shariff Aguak (tên cũ Maganoy) là một đô thị ở tỉnh Maguindanao, Philippines. Đây là thủ phủ của Maguindanao.

## Các đơn vị hành chính
Shariff Aguak được chia ra 26 barangay.
| - Bagong - Bialong - Bulayan - Dale-Bong - Kuloy - Labu-labu - Lapok (Lepok) - Limpongo - Macalag - Maitumaig - Malangog - Malingao | - Meta - Nabundas - Pamalian - Panangeti - Pikeg - Poblacion - Satan - Tapikan - Timbangan - Tina - Tuntungan - Tuayan - Datu Bakal - Datu Kilay |